# 拉拉巫雅戰爭
拉拉巫雅戰爭，是台灣鄒族特富野部落跟伊姆諸部落之間為了爭奪拉拉巫雅地區（Lalauya，今嘉義縣阿里山鄉樂野村一帶，特富野）的獵場使用權而爆發的一系列戰爭，雙方在戰爭中交戰數次，全都由特富野獲得勝利，戰敗的伊姆諸部落最後失去了該地區統治權。

## 背景
拉拉巫雅地區位於特富野的西方、伊姆諸的西南方，在過去是由伊姆諸部落的族人所使用的獵場，在那段時期，伊姆諸部落因為人口較多，經常聯合欺負或公然侮辱特富野部落的人，雙方因此交惡，後來特富野部落裡的梁姓氏族（Niahosa）多次刻意帶人進入拉拉巫雅地區的Pcopcoknu山（竹腳山，位於樂野部落的東南方）和yaayovea山（意思為「種植楠木的山」）放火打獵，讓伊姆諸族人很不開心，發出最後通牒，如果特富野的族人再來打獵就要開戰，特富野也答應了。

## 戰爭過程

### 竹腳山戰役
做好戰爭準備後，特富野部落由梁姓氏族帶領，他們先在同樣的兩個地方「放火打獵」，並且在確定伊姆諸派出軍隊前來後將事先藏在suseomu溪（曾文溪）底的武器拿出來，聚集在Pcopcoknu山的平地上嚴陣以待，等到伊姆諸派出軍隊抵達時，雙方以弓箭互射，伊姆諸部落落敗，往yaayovea山的山坡撤退。

### 米洋戰役
趁著竹腳山戰役的獲勝，特富野的族人趁勝追擊，在veio地區（米洋，位於竹腳山北方）追上伊姆諸部落，雙方在交戰之後，伊姆諸族人撤退至tatacu山（位於樂野部落東方），特富野部落的汪家（Yavaiyaana，頭目家族）佔領了veio至宿瓦納（nsoana，位於米洋北方）的土地。

### 塔塔諸戰役
特富野部落持續追擊，在tatacu山再度擊潰僅剩的伊姆諸軍隊，將他們逼至tatacu山的tomefkiei台地上，伊姆諸軍隊無力在戰，tatacu山由此戰役中立下最大功勞的朱姓氏族（Tuthusana）佔領，tomefkiei台地則是被石姓氏族（Yaisikana）佔據。

## 和談與後續
這場戰爭中，伊姆諸折損許多壯丁，無力再戰，只能等待特富野和談，拉拉巫雅地區幾乎全部割讓給了特富野，從此雙方維持了十幾年的和平。然而，隨著伊姆諸的人口逐漸恢復，伊姆諸跟特富野之間的嫌隙再度出現，造成日後的伊姆諸戰爭。